# Hanosowce
Hanosowce, Hanusówka (biał. Ганасаўцы, Hanasaucy; ros. Ганосовцы, Ganosowcy) – wieś na Białorusi, w obwodzie grodzieńskim, w rejonie wołkowyskim, w sielsowiecie Werejki.
W dwudziestoleciu międzywojennym leżały w Polsce, w województwie białostockim, w powiecie grodzieńskim, w gminie Gudziewicze.
Według Powszechnego Spisu Ludności z 1921 roku ówczesną okolicę zamieszkiwało 208 osób, 146 było wyznania rzymskokatolickiego, 56 prawosławnego a 6 mojżeszowego. Wszyscy mieszkańcy zadeklarowali polską przynależność narodową. Było tu 41 budynków mieszkalnych.
Miejscowość należała do parafii rzymskokatolickiej w Wielkich Ejsymontach i parafii prawosławnej w Gudziewiczach.
Podlegała pod Sąd Grodzki w Indurze i Okręgowy w Grodnie; właściwy urząd pocztowy mieścił się w Gudziewiczach.